# Halle-Kasseler-Straße 188 (Bennungen)

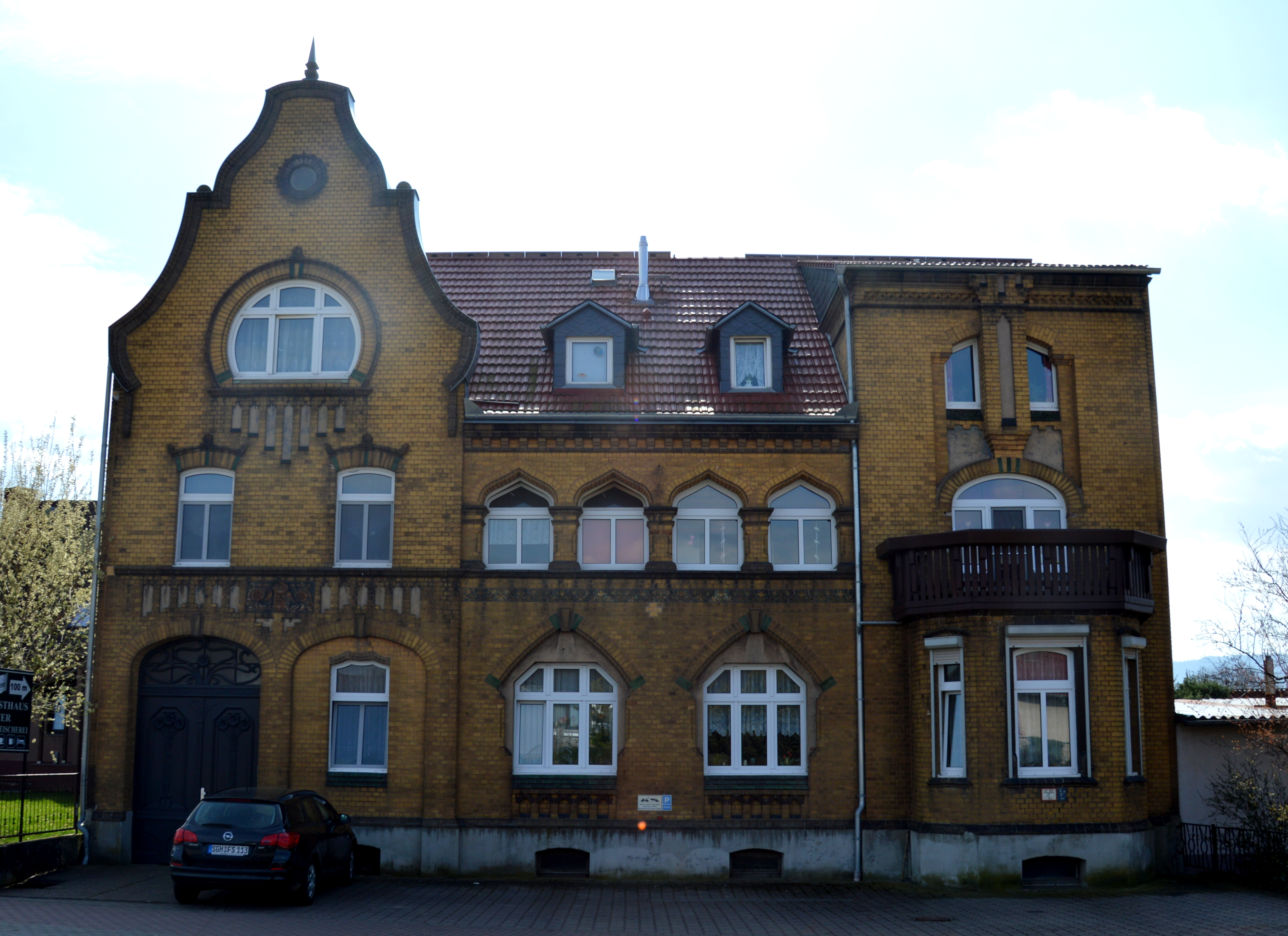
Villa Halle-Kasseler-Straße 188

Das Haus Halle-Kasseler-Straße 188 ist eine denkmalgeschützte Villa in Bennungen in der Gemeinde Südharz in Sachsen-Anhalt.

## Lage
Sie befindet sich im nördlichen Teil des Dorfes, auf der Südseite der Halle-Kasseler-Straße. Vormals wurde die Adressierung Hallesche Straße 188 genutzt.

## Architektur und Geschichte
Die Villa wurde im Jahr 1905 als Ziegelbau errichtet und im Jugendstil gestaltet, wobei neben reinen Jugendstilelementen auch maurische Elemente eingesetzt wurden. Es bestehen Vorhangbogenfenster. Darüber hinaus ist die Hauseingangstür mitsamt Oberlicht im Original erhalten. 
Dem jetzt als Wohnhaus genutztem Gebäude ist ein Vorgarten vorgelagert.
Im örtlichen Denkmalverzeichnis ist das Wohnhaus seit dem 24. August 1995 unter der Erfassungsnummer 094 83384 als Baudenkmal verzeichnet. Das Gebäude gilt als kulturell-künstlerisch sowie städtebaulich bedeutsam und ist in seinem Erscheinungsbild für dörflich geprägte Umgebung eher ungewöhnlich.